# St. Michael (Arlach)
Die römisch-katholische Kapelle St. Michael ist eine unter Abt Romuald Weltin 1781 im frühklassizistischen Stil erbaute Kapelle in Arlach, einem Teilort von Tannheim im Landkreis Biberach in Oberschwaben. Das Patrozinium der Kapelle ist am 11. September zu Ehren der früheren Kirchenpatrone, der Heiligen Felix und Regula.

## Geschichte und Lage

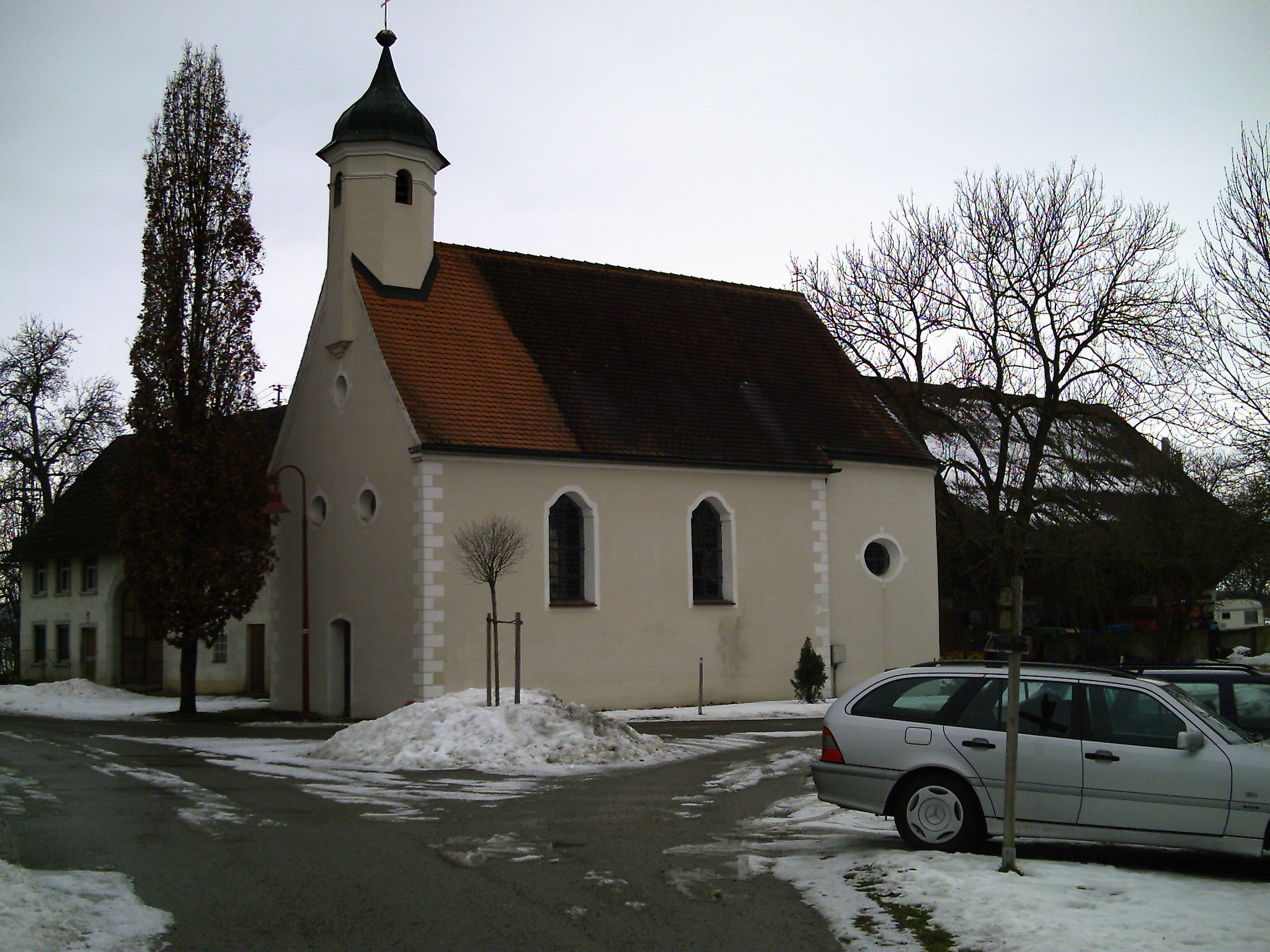
St. Michael

Arlach, unmittelbar an der Iller gegenüber von Buxheim gelegen, wurde im Jahre 1157 zum ersten Mal als Arla urkundlich erwähnt. In Arlach grenzten früher die Territorien der Herrschaft Waldburg-Zeil, des Klosters Buxheim, der Klöster Ochsenhausen und Rot an der Rot und der Reichsstadt Memmingen aneinander. Der Grund war vermutlich der niedrige Wasserstand der Iller im Sommer, der es der Bevölkerung ermöglichte, trockenen Fußes den Fluss zu überqueren. Dort gab es seit dem frühen Mittelalter auch eine Zollstation und eine Fähre über die Iller. Schon im Jahre 1157 wurde in päpstlichen Dokumenten in Arlach eine Pfarrkirche erwähnt. In der päpstlichen Bestätigungsbulle von 1173 wurde die Ecclesia Arla, also die Kirche von Arlach genannt. 1353 gehörten zur Pfarrei Arlach nur noch zwei Wohngebäude. Um 1370 verlor die Pfarrei ihre Selbständigkeit und wurde als Filiale nach Tannheim eingepfarrt. In dem Verzichtsbrief von St. Blasien des Jahres 1404 erscheint Tannheim Cum Kapella Arlach nur noch mit einer Kapelle. Im Jahre 1830 wurde Arlach vereinödet.

### Die Kapelle
Die jetzige Kapelle St. Michael wurde 1781 unter Abt Romuald Weltin von dem einheimischen Maurer S. Zachäi aus Ochsenhausen in frühklassizistischem Stil erbaut. Die Steine stammten aus der abgebrochenen Kirche von Oy (jetzt Oyhof). Die Entstehung der Kapelle ist in dem gedrückten Chorbogen mit dem Wappen des Bauherrn Abt Romuald des Klosters Ochsenhausen und der Inschrift, dass Abt Romuald die Arlacher Kapelle aus den Steinen der Kirche von Oy erbaut hat, festgehalten. Die Zahlen als römische Ziffern addiert ergeben das Erbauungsjahr 1781. Links vor dem Ausgang befindet sich ein Arma-Christi-Kreuz.
Die Kapelle hat ovale Fenster. Ihr Inneres schmücken drei klassizistische Altäre. Im Chor befindet sich der dreiteilige Hochaltar mit der Schmerzensmutter unterm Kreuz über dem Tabernakel. Auf seitlich geschweiften Rahmen sitzt oberhalb der stilisierten Herzen von Jesus und Maria je ein Engel.
An den Chorraumwänden befinden sich auf Konsolen aus der Erbauungszeit rechts ein Engel mit dem Kreuz in der Linken, links der heutige Kirchenpatron St. Michael. Man kann mit Gewissheit annehmen, dass St. Michael deshalb der Kirchenpatron wurde, weil er auch der Kirchenpatron der 1780 abgebrochenen Pfarrkirche in Oy war. Der linke der beiden Seitenaltäre mit dem Lorbeerkranz im Aufsatz und den Engeln, die auf dem Gesims sitzen, ist der spätgotischen Gruppe der Anbetung der Könige gewidmet.
Die Mittelgruppe zeigt Maria mit breitem ovalem Kopf und hoher Stirn, kleinen Augen und spitzem Mund und den nackten neugeborenen Jesus auf ihrem linken Knie. Diese Gruppe stammt vermutlich aus der Zeit vor 1500. Die klassizistische Gruppe vor dem rechten Nebenaltar soll ein Werk des Künstlers Michael Schuster aus Dettingen sein. Es zeigt die Eltern Marias, die heilige Anna, den heiligen Joachim und die heilige Maria (kleinere Figur). An den Seitenwänden sind in einem Rokokorahmen die Verehrung Mariens durch den heiligen Benedikt und die heilige Scholastika dargestellt, weiterhin befinden sich dort Bilder der Leidensgefährten in der diokletianischen Verfolgung, der Heiligen Felix und Regula.

### Martinusweg
Die Kapelle ist seit dem 15. April 2011 der Ausgangspunkt des Martinusweges. Dieser Weg verbindet den Geburtsort des Heiligen Martin, Szombathely mit seiner Grablege in Tours.